# Фьоре, Мария
Мария Фьоре (итал. Maria Fiore; 1 октября 1935, Рим, Лацио, Италия — 28 октября 2004, там же) — итальянская актриса.

## Биография
Родилась 1 октября 1935 года в Риме, Лацио, Италия.
Несмотря на непрофессиональное актерское образование, дебютировала в кино в главной роли в неореалистическом фильме Ренато Кастеллани «Два гроша надежды». После успеха фильма она была одной из самых востребованных актрис вплоть до первой половины 1960-х годов, даже если часто снималась в роли импульсивных и подлинно низкопробных девушек. начиная с 1970-х годов она сосредоточилась на телевидении, где получила несколько главных ролей в некоторых сериалах.
Ушла из жизни 28 октября 2004 года в Риме, Лацио, Италия.